# Parignargues
Parignargues település Franciaországban, Gard megyében. Lakosainak száma 656 fő (2022. január 1.). Parignargues Clarensac, Gajan, Montpezat, Nîmes, Saint-Côme-et-Maruéjols és Saint-Mamert-du-Gard községekkel határos.

## Népesség
A település népességének változása:
| Lakosok száma | 235  | 438  | 482  | 579  | 540  | 593  | 678  | 694  | 711  | 656  |
|               | 1968 | 1982 | 1990 | 2006 | 2013 | 2015 | 2017 | 2019 | 2020 | 2022 |